# 230656 Kovácspál
230656 Kovácspál è un asteroide della fascia principale. Scoperto nel 2003, presenta un'orbita caratterizzata da un semiasse maggiore pari a 3,0360140 UA e da un'eccentricità di 0,1380936, inclinata di 10,62712° rispetto all'eclittica.